# NGC 2132
NGC 2132 é um asterismo na direção da constelação de Pictor. O objeto foi descoberto pelo astrônomo John Herschel em 1836, usando um telescópio refletor com abertura de 18,6 polegadas. 